# 加比萨·埃西塔
加比萨·埃西塔（1950年—）是美籍埃塞俄比亚作物育种专家和遗传学家，因对高粱种植的研究做出重大贡献而荣获2009年世界粮食奖。世界粮食奖基金会主席肯尼思·奎因（Kenneth Quinn）指出，加比萨·埃西塔教授的研究大大改善了撒哈拉沙漠以南非洲地区数亿人的粮食供给。埃西塔教授目前在印第安纳州普渡大学任教。